# Violka močálová
Violka močálová (Viola uliginosa) je vytrvalá bylina z čeledi violkovité (Violaceae). Dorůstá výšky nejčastěji do 15 cm. Oddenek je dlouhý a plazivý, rostlina má dlouhé podzemní výběžky. Listy jsou jednoduché, na bázi srdčité, čepele listů jsou vejčité až protáhle trojúhelníkovité, na okraji jemně vroubkované až trochu pilovité. Lodyha se nevytváří, listy jsou pouze v přízemní růžici. Na bázi listů jsou palisty, které jsou vejčitě kopinaté a celokrajné, do poloviny délky srostlé s řapíkem. Řapíky listů jsou zřetelně křídlaté. Na květní stopce jsou 2 listénce, umístěné v horní čtvrtině délky květní stopky a jsou celkem zakrnělé. Květy jsou nevonné. Přívěsky kališních lístků jsou krátké a zaokrouhlené. Korunní lístky jsou nejčastěji světle fialové, ostruha je krátká a celkem silná, také světle fialová, trochu nahoru zahnutá. Kvete od dubna do června. Plodem je tobolka. 

## Rozšíření ve světě
Roste hlavně ve Skandinávii, Finsku a v evropské části Ruska. Jižněji jsou jen ojedinělé lokality, např. v Polsku. Mapa viz

## Rozšíření v Česku
V ČR v současné době neroste. V 19. století byla uváděna od Liberce. Údaj není zcela spolehlivý, ale je možný, protože druh se vzácně vyskytuje v sousedním Německu a v Polsku. Je to také mokřadní druh.